# Taquiza
La taquiza és un banquet tradicional de l'Mèxic on el taco és el plat principal. Les taquisses generalment són motiu de festa i reunió per a les famílies mexicanes, grups d'amics o companys d'empresa, i es reserven per a esdeveniments especials, com ara aniversaris, casaments, entre d'altres.
El plat es va estendre per tot el país i també entre la població mexicana als Estats Units i es va diversificar entre els mexicans en altres països.